# براندون هيكسون
براندون هيكسون هو سياسي أمريكي، ولد في 26 أكتوبر 1981 في سالمون في الولايات المتحدة، وتوفي في 9 يناير 2018 في كالدويل في الولايات المتحدة. نشط حزبياً في الحزب الجمهوري. وقد انتخب عضو مجلس نواب ايداهو ‏.